# Сходненська ГЕС
Сходненська ГЕС — гідроелектростанція в складі каналу імені Москви на північному заході Москви. Одна з електростанцій каналу.
ГЕС побудована в 1939 році за дериваційною схемою, використовуючи перепад висот між Хімкинським водосховищем і річкою Москвою.
Склад споруд ГЕС:
- земляна гребля Хімкинського гідровузла довжиною 1300 м і максимальною висотою 32 м;
- підвідний дериваційний канал;
- напірний басейн;
- напірний вузол;
- напірні трубопроводи (2 нитки) завдовжки 181 м;
- будівля ГЕС;
- відвідний канал.

Потужність ГЕС — 30 МВт, середньорічне вироблення — 30 млн кВт·год. У будівлі ГЕС встановлено 2 радіально-осьових гідроагрегати потужністю по 15 МВт, що працюють при розрахунковому напорі 35,5 м. Напірні споруди ГЕС утворюють Хімкинське водосховище площею 4 км², повним і корисним об'ємом 2,9 і 0,67 км³.
Через Сходненську ГЕС у річку Москву перекидається близько 80 % обводнювального стоку (ще 20 % — через судноплавні шлюзи). Особливістю ГЕС були дерев'яні напірні трубопроводи великого діаметра (5 м). У 1974 році трубопроводи були замінені, але до початку 2000-х рр. вони знову прийшли в повну непридатність, що створило загрозу їх руйнування і припинення подачі води в річку Москву, що загрожувало серйозно порушити водопостачання міста Москви. У 2005 р. один із двох трубопроводів був замінено на металевий, у 2006 р. було замінено другий.